# Drag

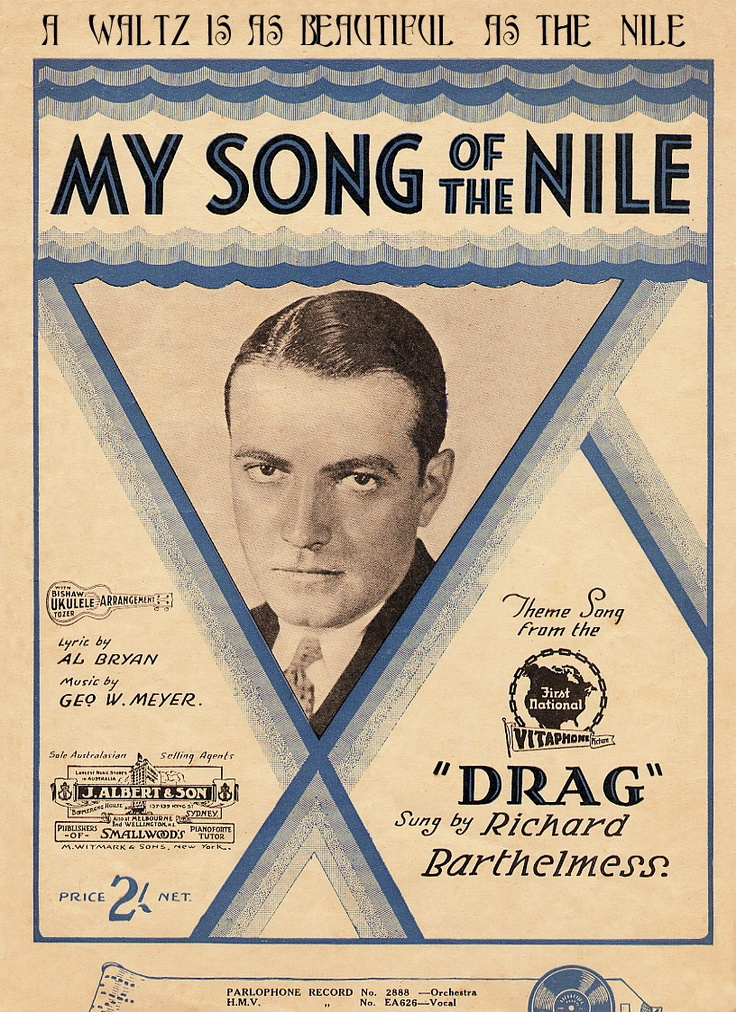
Coberta del disc de la cançó "My Song of the Nile" de la pel·lícula 2Drag2

Drag és una pel·lícula pre-codi produïda per la First National Pictures dirigida per Frank Lloyd, per la que va ser nominada a l'Oscar a la millor direcció, i protagonitzada per Richard Barthelmess i Lucien Littlefield. Basada en la novel·la “Drag: A Comedy” (1925) de William Dudley Pelley adaptada per Bradley King, la pel·lícula es va estrenar, en dues versions, una sonora i una altra de muda, el 20 de juny de 1929.

## Argument
El jove David Carroll es fa càrrec de la publicació d'un diari local de Vermont. Encara que se sent atret per Dot, la noia més sofisticada de la ciutat, es casa amb Allie Parker, filla de la parella que regenta la pensió on viu. Inseparable dels seus pares, Allie es queda a casa quan David va a Nova York per vendre un musical que ha escrit. Allà, Dot, ara una dissenyadora de moda d'èxit, utilitza la seva influència per aconseguir que es produeixi l'obra de David. David i Dot s'enamoren, però ella marxa a París quan David li explica que es mantindrà fidel a Allie. David demana a Allie que vingui a Nova York però quan ella s'hi presenta amb tota la seva família, decideix seguir Dot a París.

## Repartiment
- Richard Barthelmess (David Carroll)
- Lucien Littlefield (Pa Parker)
- Kathrin Clare Ward (Ma Parker)
- Alice Day (Allie Parker)
- Tom Dugan (Charlie Parker)
- Lila Lee (Dot)
- Margaret Fielding (Clara)